# IC 2997
IC 2997 — галактика типу NF (в процесі підтвердження) у сузір'ї Волосся Вероніки.
Цей об'єкт міститься в оригінальній редакції індексного каталогу.